# Станир, Уильям
Уильям Артур Станир (англ. William Arthur Stanier; 27 мая 1876 — 27 сентября 1965) — британский инженер-паровозостроитель, главный механик в London, Midland and Scottish Railway (LMS) с 1932 по 1944 годы.

## Биография
Родился в Суиндоне, Уилтшир, Англия, в семье железнодорожного служащего Great Western Railway (GWR), работавшего под началом Уильяма Дина. Учился в средней школе Суиндона, затем продолжил образование в Уиклиф-колледж, где пробыл один год.
В 1891 году, по примеру отца, начал карьеру в GWR, сначала в качестве посыльного, а затем в течение пяти лет подмастерьем в железнодорожных мастерских. С 1897 по 1900 годы работал чертёжником в конструкторском бюро, прежде чем стать контролёром материалов в 1900 году. В 1904 году Джордж Джексон Черчуард назначил его помощником локомотивного суперинтенданта лондонского отделения дороги. В 1912 году Станир вернулся в Суиндон, где получил должность помощника начальника производства. В 1920 году стал начальником производства.
В конце 1931 года его Джосайя Стамп, председатель правления LMS, убедил Станира перейти на работу в эту компанию, где предложил должность главного механика. С 1 января 1932 года Станир начал работу в новом качестве. Ему было поручено разработать более современные и более мощные локомотивы, используя знания, полученные во время работы в GWR. Станир создал множество успешных проектов для LMS, в частности, паровоз серии Black 5 типа 2-3-0 для смешанных перевозок и грузовой паровох серии 8F типа 2-4-0. Его паровоз Coronation установил британский рекорд скорости в 183,5 км/ч (114 миль в час), побив достижение, установленное паровозом серии A4 Найджела Грезли.
Во время Второй мировой войны работал консультантом в Министерстве снабжения и ушел в отставку в 1944 году. 9 февраля 1943 года позвящён в рыцари. Одновременно с отставкой избран в Королевское общество, став лишь третьим инженером-паровозостроителем после Эдварда Бьюри и Роберт Стивенсон, удостоенного подобной чести. В 1944 году также стал президентом Института инженеров-механиков.
Умер в Рикмансуорте в 1965 году. В 1906 женлся на Элле Элизабет, дочери Леви Л. Морса; в браке родились сын и дочь.
В течение ряда лет до самой смерти занимал пост вице-президента Стефенсоновского локомотивного общества.

## Серии локомотивов
Уильям Станир, при поддержке Джосайи Стампа, председателя правления компании, отменил «политику малых паровозов», унаследованную при объединении с Мидлендской железной дорогой, что принесло впечатляющие результаты. Проекты паровозов, разработанные Станиром, включают в себя:
- LMS Class 2P 0-4-4T (разработан в конструкторском бюро Midland Railway)
- LMS Class 3MT 2-6-2T
- LMS Class 4MT 2-6-4T (трёхцилиндровый)
- LMS Class 4MT 2-6-4T (двухцилиндровый)
- LMS Class 5MT 2-6-0
- LMS Class 5MT Black Five 4-6-0
- LMS Class 6P Jubilee 4-6-0
- LMS Class 8P Princess Royal 4-6-2
- LMS Class 8P Princess Coronation 4-6-2
- LMS Class 8F 2-8-0
- LMS Turbomotive

## Наследие
Проекты Станира оказали сильное влияние на более поздние стандартные классы паровозов британских железных дорог, разработанные Робертом Ридлзом, который перенял принципы создания паровозов в большей степени у LMS, чем у других представителей «большой четверки».
Младшая школа в Кру, графство Чешир, носит имя Уильяма Станира. В честь него названо несколько улиц в британских городах, а также Австралии.